# Прибой (Вологодская область)
Прибой — деревня в Белозерском районе Вологодской области.
Входит в состав Гулинского сельского поселения, с точки зрения административно-территориального деления — в Гулинский сельсовет.
Расположена на берегу Азатского озера. Расстояние по автодороге до районного центра Белозерска — 40,5 км, до центра муниципального образования деревни Никоновская — 10,5 км. Ближайшие населённые пункты — Агашино, Звоз, Лундино.
По данным переписи в 2002 году постоянного населения не было.